# Poligny (Hautes-Alpes)
Poligny település Franciaországban, Hautes-Alpes megyében. Lakosainak száma 337 fő (2022. január 1.). Poligny La Fare-en-Champsaur, Gap, Le Noyer, Aubessagne és Saint-Bonnet-en-Champsaur községekkel határos.

## Népesség
A település népességének változása:
| Lakosok száma | 262  | 219  | 237  | 285  | 330  | 302  | 296  | 323  | 337  | 337  |
|               | 1968 | 1982 | 1990 | 2006 | 2013 | 2015 | 2017 | 2019 | 2020 | 2022 |